# Darambayar Tsetsenbaatar
Darambayar Tsetsenbaatar (Ulã Bator, 8 de agosto de 1992) é um futebolista mongol que atua na defesa. Atualmente joga pelo Khoromkhon.

## Carreira internacional
Seu primeiro jogo pela seleção nacional foi no dia 4 de março de 2013, contra o Afeganistão, entrando como substituto aos 31' do segundo tempo numa partida que terminou com derrota de 1 a 0 para os Cavalos Vermelhos.

## Títulos
Khoromkhon
- Undesniy Ligin: 2014